# Neusticomys peruviensis
Neusticomys peruviensis — вид напівводних гризунів родини хом'якових (Cricetidae).

## Поширення
Ендемік Перу. Був відомий лише з двох локалітетів в Амазонській низовині на південному сході країни. Загалом було знайдено 5 зразків. У 2020 році виявлено ще три особини на півночі Перу. Живе у вічнозеленому низовинному лісі на висоті 200—400 м над рівнем моря. Трапляється неподалік струмків.